# 恋空
『恋空』（こいぞら）は、美嘉のケータイ小説でありデビュー作。2005年から執筆が開始され、2006年には書籍化された。また2007年の漫画化、映画化に続き、2008年にはテレビドラマ化もされた。
サイト上で連載されていたころはノンフィクションを標榜していたが、2008年現在では「事実を元にしたフィクション」ということになっている。
携帯Webサイト魔法のiらんどに掲載され、同サイトのBOOKランキングで160日連続で首位を獲得した。2006年10月7日に書籍化され、上下巻を合わせた初版発行部数は30万部。2007年1月の時点で上下巻を合わせた発行部数は140万部を突破、2010年には200万部を突破した。ケータイ小説界においてYoshiの『Deep Love』やchacoの『天使がくれたもの』に次ぐものである。特に女子中高生や20代の女性に支持を得た。物語の舞台は2005年12月までとされている。
2007年10月下旬にはヒロの視点から描かれたサイドストーリー『君空』が発売されている。
また、2016年12月下旬には『「恋空」10年目の真実 美嘉の歩んだ道』が出版。「恋空」執筆のきっかけ、書籍化への決意、「恋空」バッシングの真相など、今だから語れる美嘉の本音を赤裸々に綴った全文書き下ろしの作品秘話や、登場人物達の「手紙」も収録。
2018年12月下旬には新装版が発売された。
2021年11月時点でシリーズ累計発行部数は730万部を突破している。

## あらすじ
主人公・田原美嘉は、身長が低いこと以外は普通の女子高生であった。ある日、ノゾムにPHSの番号を知られたことがきっかけで偶然ヒロ（桜井弘樹）と知り合って付き合うことになる。
ヒロは美嘉との交際に始めは本気ではなかったが、次第に本気になっていく。アヤとノゾムのカップルとダブルデートをしたり、一緒に授業をサボったりして高校生活を楽しんでいた。
そんな中、美嘉はヒロとの子供を妊娠する。美嘉は子供を出産することを決めたが、ヒロの元彼女・咲に強く押されて転び、美嘉は流産してしまう。2人は大きなショックを受けるが、また強い絆で結ばれていく。
ところがある日、ヒロは美嘉に突然の別れを告げる。2人はそれぞれ別の相手と付き合うが、後に美嘉はヒロが末期のガンを患っており、“美嘉には幸せになってほしい”という願いから別れを選んだのだと知って、大好きな今の彼と別れ、ヒロの元へ走る。
適切な抗がん剤治療の甲斐もあり、ヒロは髪の毛が抜ける程度の副作用で奇跡的に3年も生きながらえるが、別れの時が来るのを食い止めることはできなかった。
しかし、彼の死後、美嘉は彼の忘れ形見を身篭っていることを知り、今度こそ産み、彼の分まで育てることを決心するのであった。

## 登場人物
田原美嘉（美嘉）
本作の主人公。一人称は美嘉。身長148センチと小柄である。中学生時代に彼氏がいたことがある。漫画版やドラマ版では脆くか弱い人物として描かれている。ヒロとの交際がきっかけで元カノの咲のけしかけでレイプされたり、妊娠後に流産させられたりと多くの不幸が襲う。病気が発覚し自暴自棄になったヒロから理由を伏せられて一方的に別れを告げられて一度破局する。その後、合コンで出会った大学生の優と付き合い、同棲までしていた。ヒロとの水子の墓参りに行った際、ノゾムからヒロの現状と別れた本当の理由を伝えられる。優に事情を話すと背中を押される形で別れ、入院中のヒロの元に行き復縁する。その後は大学に通学しながらヒロの入院先に通って看病する。ヒロの病死後、川原で自殺を図ろうとするが、二羽の鳥を見て自殺することを踏みとどまる。ドラマ版の最終回では看護婦になっている描写がある。
田原勝冶
美嘉の父。厳しいが、すべて美嘉のためを思ってのこと。ドラマ版では彼にスポットがあたる場面が多かった。
田原安江
美嘉の母。子供を産み、母になることの意味を深く説く、娘思いな母親。
田原さおり
美嘉の姉。妹のことをよく考えている。美嘉によると「笑顔が胡散臭い」30代の彼氏がいる。
桜井弘樹（ヒロ）
通称ヒロ。美嘉の恋人。美嘉とは親友のノゾムを介して、自宅の固定電話越しに話して知り合う。イケメンで低く落ち着いた声の持ち主。色黒で178センチと高身長、染めた明るい茶髪に、耳には何個もピアスを開けて派手に装ったギャル男で、気が短く自己中心的で手が早い。他、気に入らない相手を濡れ衣を被せ退学に陥れるなど絵に描いたような不良で非行に走る場面が多い。美嘉に対しては咲と交際しながらも別れたと偽って交際するなど最初は本気ではなかったが、次第に美嘉に惹かれていき、美嘉の恋人になる。しかし自分の命が長くないと知ると、自暴自棄になってシンナー・乱交パーティーをやり、美嘉を悲しませないために美嘉との別れを選ぶ。音楽が好きで、愛聴曲は浜崎あゆみの「who…」。文化祭ではギターの弾き語りを披露している。高校卒業後は音楽の専門学校への進学を希望していたが、その後の闘病・入院のため断念している。
悪性腫瘍に冒された後から病没するまで日記を書いていた。日記の内容で、美嘉を真剣に愛す描写が全体的にある。
桜井博一
ヒロの父。美嘉の父とは対照的に、美嘉の妊娠、さらにヒロが高校を辞めて働くことを了承していた。
桜井明美
ヒロの母。
桜井ミナコ
ヒロの姉。美嘉のよき心の支え。レディースの総長をしている。
咲
ヒロの元彼女。背が高く、メイクがなじんでいる大人っぽい女子生徒として描かれている。美嘉曰くすごく美人。ヒロに一方的に別れを告げられたことで彼女になった美嘉を妬み、中傷メールや電話を執拗にしたり、妊娠している美嘉に危害を加え流産させたり、美嘉へのレイプをけしかけたりと嫌がらせをした。中盤に再登場した時は妊娠していた。その後、立派に母親の役割を果たす咲の姿がうかがえる。
ノゾム
ヒロの親友で一番の理解者。お調子者。高身長で顔が整ったイケメン。いつも違う女生徒を連れている有名な「遊び人」。ヒロとは対照的に声のトーンが高い。隣のクラスの美嘉に興味を示し、アヤを通して美嘉のPHSの番号を教えてもらい、ヒロの家にある固定電話から酒に酔ってふざけて美嘉に電話をかけ、ヒロと美嘉を引き合わせた。密かに美嘉を想っていた描写がある。無免許であるにもかかわらず、車で美嘉を病院まで送ったことがある。ヒロが自暴自棄になりシンナー・乱交パーティーをしていた際にヒロを止めずに一緒に参加しアヤにも無理矢理シンナーを吸わせたことがきっかけでアヤとは破局することになる。サイドストーリー『君空』には、ヒロ同様描かれている。
また、漫画では番外編『NOZOMU』という物語がある。アヤとは別の女性と交際しており、結婚を考えている。
アヤ
美嘉の親友でノゾムの彼女。スタイルが良く派手な美人だが、男運が悪く軽い男とばかり付き合ってしまう。ノゾムからせがまれて美嘉のPHSアドレスを教えてしまう等本人も流されやすく軽率な一面があり、また、男が絡むと豹変するタイプで美嘉に嫉妬して度々仲間外れにするほか、暴力を振るう等気が強く攻撃的な人物でもある。美嘉と共にシンナー・乱交パーティーに巻き込まれてノゾムにシンナーを無理矢理吸わされたことがきっかけで破局することになる。ノゾムと破局後も未練が残ったり、その後の恋愛もあまりうまくいっていない様子。高校卒業後は美嘉と同じ大学の同学部に進学し、その後も美嘉とは自分の異性関係が元の仲違いと関係修復を繰り返す。
ユカ
冒頭のみに登場する美嘉、アヤの友達。彼氏はいない様子。後半は登場しない。
タツヤ
美嘉の男友達。密かに美嘉のことを想っていたが、ある日それがヒロにばれてしまい、殴り合いの喧嘩をしてしまう。その後、ヒロはその腹いせに窓ガラスを割ってしまうが、ヒロたちによってその犯人になってしまい、高校を退学した。ドラマ版や漫画版では家の都合のために退学したことになっている。
サリナ
美嘉がヒロと別れた直後、ヒロがつき合いはじめた女。性格は悪く魔性の女。怒った美嘉によってヒロとの仲が悪くなり別れた。尚ヒロと交際していた際も別の男性と二股をかけていた。
ミヤビ
サリナと別れた後に付き合いはじめたヒロの彼女。学園祭のバンド演奏をきっかけに美嘉と仲良くなったが美嘉に元彼との思い出を無理に忘れる必要はないと助言していながら、密かにヒロとつき合っていた。他にもノゾムが美嘉にアプローチしていることを知り、まだノゾムに未練があるアヤと結託して仲間外れにしたりヒロと美嘉の子供を流産したことを知ると美嘉を人殺し呼ばわりするなど美嘉に対しては攻撃的な行動が目立つ。美嘉とヒロの間の子供の写真を捨てろと言ってヒロと口論になり、破局。
福原優
ヒロと別れた後に付き合い始めた、少し年上の美嘉の彼氏。初登場時大学生。ホスト系のイケメンで女子学生に人気がある。美嘉がヒロに未練があることを承知の上で交際を申し出た。関西出身。両親は離婚しており、大学進学以降は双方と疎遠。過去に6歳年上の人妻と不倫して彼女の家庭を崩壊させたことがあり、悔いている。美嘉の両親の離婚の危機を救う。美嘉を過去を知っても受け止め美嘉いわく「海のような人」で広い心で優しく包んでくれる。保育士志望。美嘉と同棲までしていたが、ヒロの病気を知って迷う美嘉を諦めヒロを支えるように後押しし別れを告げる。
ウタ
大学の入学式で知り合った美嘉の友達。派手なギャルで、明るく人懐っこい。八重歯が特徴。何かと真剣に美嘉の相談に乗ってくれる。美嘉と同じ機種の携帯電話をかなりデコレーションして使っている。初対面の美嘉に自分から声を掛けて気に入る。入学時はそれ以前から付き合っている社会人の彼氏がいたが、高校卒業前に彼の子を一度中絶しており、「次こそ妊娠したら産む」という約束を反故にされ二度目の妊娠中絶を機に関係が悪化し破局した。その翌年には大学を中退し、ジュエリーの店を開く夢を抱いてキャバクラに勤務している。雑誌に自分の記事が載る等、結構な売れっ子嬢となっている。

## 評価
若者特に10代から20代の女性に圧倒的な支持を得て書籍、映像作品共に高い評価を受けた。
性経験をかっこいいと思わせる小説を中学生に読ませるべきではないという意見や、一見すると不幸の連続のようだが実はそうでもなく、主人公の自己肯定に終始しているといった批判もあり、杉浦由美子は後者について、『恋空』は読んで元気を出すための自己啓発書のような消費のされ方をしたともいえると述べている。
社会学者の宮台真司は自身のブログで本作品の映画版について、わざと短絡的につくった映画としか思えず年長者の自分からは理解できないとしたうえで、本作では時間の堆積が与える関係性が欠落し、そこには図書館で性交すれば妊娠して突き飛ばされれば流産する、というような脊髄反射だけが描かれており、単なる「死にオチ」の駄作では片づけられないとしている。これに対して批評家の濱野智史は、この作品の登場人物は脊髄反射的な携帯電話への反応に追われて内面性を失っているため「限定されたリアル」しか描かれていないように思えるが、例えば「届いたメールが非通知かどうか」「送ったメールの返事がくるまでの時間はどれくらいか」といったような携帯電話の操作ログを追跡しその行動をとった背景を考えながら読めば（内面性の深さが読み取れるわけではないものの）無数の行間的表現がちりばめられていることが読み取れると指摘している。そして、作品に刻み込まれた無数のケータイの操作ログの集積が、ストーリーの水準ではなくケータイ利用のリテラシーの水準で「リアルさ」を保障しているのだとして、そのことをゲーム的リアリズムをもじって「操作ログ的リアリズム」と呼んでいる。
文芸評論家の福嶋亮大は、前述の濱野智史の議論を受けて、携帯電話の着信に対する操作というリアルタイム性（正史）と、PHSというやや古いツールによる制約や「♪ピロリンピロリン♪」という着信音がかもし出すレトロな雰囲気（偽史）という二重性が『恋空』には存在するとし、それを「偽史的想像力」と呼んでいる。
書評家の豊崎由美は、「ケータイ小説」全般における「1年間ほどにおける少女の恋愛、性交、妊娠、中絶、不治の病」という特殊な詰め込み展開を「コンデンスライフ」と名付け、「この作品におけるガン知識の欠落」や「出版社の安易な書籍化」などに警鐘を鳴らしている。

### 支持者層と批判者層
インターネット上では、Amazonにおいて、本作品の商品紹介ページのカスタマーレビュー欄に、2ちゃんねるから誘導されたと思われるユーザーによる批判のレビューが殺到して炎上するという事態が発生した。評論家の宇野常寛は、インターネット上でのバッシングの背景には文化的トライブの違いがあると指摘している。つまり、『恋空』を支持しているのが10代から20代の活動的な女性なのに対し、ネット上でバッシングを行っている人の中にはそれと対照的なオタクの男性たちが目立ち、これらの集団は互いに相手側を軽蔑しあう関係にあるため、「ケータイ小説は敵の文化だから批判する」という側面も存在するのだとしている。また、『恋空』の物語自体はオタクの間で人気の高いセカイ系というジャンルと似ており、その代表例とされるライトノベル作品の『イリヤの空、UFOの夏』の男女を逆転させると『恋空』の構図になると述べている。

### 類似性の指摘
「週刊文春」2007年12月20日号で盗作の疑惑が報じられた。井上香織の小説『さよならの向こう側』にストーリー、全体のプロットが類似していると指摘されている。
文学研究者の石原千秋は、問題にするほどでもないかもしれないとしながらも、本作と韓国ドラマ『冬のソナタ』のストーリーの類似性を指摘している。

### 真実性
魔法のiらんどの編成部部長の草野亜紀夫は、著者の実体験だからこそ読者は共感でき、大ヒットしたのだと述べている。
しかし、例えば癌・妊娠に関する記述などについて現実にはありえないという指摘がある。本田透は、恋空の内容が客観的には実話ではないと判断せざるを得ないとしながらも、敬虔なクリスチャンが聖書の内容を事実と信じるのと同じように、客観的な真理よりも救済を求める読者は物語を事実として受け止めるのだとしている。また、速水健朗も、そういった真実性を批判の論点とするのは筋違いで、むしろそのような一般的には非現実的と思える設定にもかかわらず「事実である（事実を元にしている）」と宣言していることの意味を汲み取るべきだと述べている。
なお、作者の美嘉は、物語の終盤で主人公が授かる2人目の子供はすでに他界していると、書籍版のあとがきで述べている。

## 書籍情報

### 小説
スターツ出版単行本（旧版）
- 恋空〈上〉―切ナイ恋物語―　2006年10月17日発売、ISBN 4-88381-045-3
- 恋空〈下〉―切ナイ恋物語―　2006年10月17日発売、ISBN 4-88381-046-1
- 君空 ―‘koizora’another story―　2007年10月1日発売、ISBN 978-4-88381-063-5

アスキー・メディアワークス 魔法のiらんど文庫
旧版の文庫化に加えて書き下ろしエピソードを収録。
- 恋空 ―切ナイ恋物語― スペシャル・バージョン〈上〉　2008年5月24日発売、ISBN 978-4-04-886030-7
- 恋空 ―切ナイ恋物語― スペシャル・バージョン〈中〉　2008年5月24日発売、ISBN 978-4-04-886031-4
- 恋空 ―切ナイ恋物語― スペシャル・バージョン〈下〉　2008年5月24日発売、ISBN 978-4-04-886032-1
- 君空 スペシャル・バージョン〈上〉　2009年9月25日発売、ISBN 978-4-04-868005-9
- 君空 スペシャル・バージョン〈下〉　2009年9月25日発売、ISBN 978-4-04-868006-6

スターツ出版単行本（新装版）
カバーイラストはピスタが担当。
- 新装版 恋空 ―切ナイ恋物語―〈上〉　2018年12月25日発売、ISBN 978-4-8137-9022-8
- 新装版 恋空 ―切ナイ恋物語―〈下〉　2018年12月25日発売、ISBN 978-4-8137-9023-5

KADOKAWA メディアワークス文庫
カバーイラストはみっ君が担当。
- 新装版 恋空 ―切ナイ恋物語―〈上〉　2021年12月22日発売、ISBN 978-4-04-914173-3
- 新装版 恋空 ―切ナイ恋物語―〈中〉　2022年1月25日発売、ISBN 978-4-04-914174-0
- 新装版 恋空 ―切ナイ恋物語―〈下〉　2022年2月25日発売、ISBN 978-4-04-914175-7

### 関連書籍
KADOKAWA・魔法のiらんど単行本
「恋空」「恋」「空」をテーマに開催された「魔法のiらんど大賞2007」の写真部門とポエム部門の作品と、美嘉の書き下ろしポエムとフォトを収録。
- みんなの恋空　2008年1月30日発売、ISBN 978-4-04-891013-2

作品秘話や、「恋空」に出てくる美嘉の家族・友人からの感動の手紙など収録。
- 「恋空」10年目の真実 美嘉の歩んだ道　2016年12月24日発売、ISBN 978-4-04-892412-2

## 漫画
双葉社・COMIC魔法のiらんどにて連載。作画は羽田伊吹。単行本全10巻。
- 恋空 切ナイ恋物語（双葉社・ジュールコミックス COMIC魔法のiらんどシリーズ）コミックス
  1. 2007年6月21日発売、ISBN 978-4-575-33332-9
  2. 2007年9月21日発売、ISBN 978-4-575-33341-1
  3. 2007年11月21日発売、ISBN 978-4-575-33346-6
  4. 2008年3月21日発売、ISBN 978-4-575-33356-5
  5. 2008年6月21日発売、ISBN 978-4-575-33362-6
  6. 2008年8月09日発売、ISBN 978-4-575-33368-8
  7. 2008年12月20日発売、ISBN 978-4-575-33378-7
  8. 2009年2月21日発売、ISBN 978-4-575-33381-7
  9. 2009年6月20日発売、ISBN 978-4-575-33388-6
  10. 2009年8月21日発売、ISBN 978-4-575-33394-7

## 映画
2007年11月3日公開の日本映画。製作はTBS、東宝ほか。配給は東宝。今井夏木は本作が劇場映画の初監督作品である。主演は新垣結衣と三浦春馬。

### キャスト
- 田原美嘉 - 新垣結衣
- 桜井弘樹 - 三浦春馬
- 咲 - 臼田あさ美
- ノゾム - 中村蒼
- アヤ - 波瑠
- 田原さおり - 深田あき
- ケン - 浅利陽介
- シンタロウ - 大和田健介
- イズミ - 松井絵里奈
- ユカ - 大平奈津美
- 桜井博一 - 山本龍二
- 田原勝治 - 高橋ジョージ
- ミナコ - 香里奈
- 桜井明美 - 麻生祐未
- 田原安江 - 浅野ゆう子
- 福原優 - 小出恵介

### スタッフ
- 監督 - 今井夏木
- プロデューサー - 森川真行、那須田淳
- エグゼクティブプロデューサー - 濱名一哉
- 企画 - 三野正己
- 脚本 - 渡邉睦月
- 撮影 - 山本英夫
- 音楽 - 河野伸
- ロケ協力 - 大分市ロケーションオフィス、大分県教育委員会、大分県立大分東高等学校、九州旅客鉄道、日本文理大学、栃木県フィルムコミッション、牛久フィルムコミッション、彩の国本庄拠点フィルムコミッション、作新学院大学　ほか
- スタジオ - 東映東京撮影所
- 製作プロダクション - ファインエンターテイメント
- 製作委員会メンバー - TBS、魔法のiらんど、レプロエンタテインメント、東宝、MBS、TCエンタテインメント、ファインエンターテイメント

### 楽曲
- 主題歌：Mr.Children「旅立ちの唄」
- 挿入歌：新垣結衣「heavenly days」

### 主なロケ地
撮影は大分県をメインに行われた。
- 田原美嘉と桜井弘樹（ヒロ）が通う北崚高校：旧大分県立佐賀関高等学校（大分県大分市）ロケ直前に廃校となった。
- 美嘉とヒロの思い出の川原：伊呂波川の河川敷（大分県宇佐市）
- ラストシーンに登場する電車：JR九州415系電車
- 美嘉とヒロが自転車二人乗りして走った桜並木：大野川右岸緑地（大分県大分市須賀一丁目）
- 劇中に出てくる観覧車：千手山公園（栃木県鹿沼市）

### 興行・評価
観客動員数約314万人、興行収入39億円 のヒット。第20回東京国際映画祭の特別招待作品である一方、その年度最低の映画を選出する文春きいちご賞では2位にランクインした。

### DVD
- 恋空 プレミアムエディション（2枚組） 販売元：東宝 2008年4月25日 ASIN:B0013D39LU
- 恋空 スタンダードエディション 販売元：東宝  2008年4月25日 ASIN:B0013D39M4

### オリジナルサウンドトラック
- 恋空 オリジナルサウンドトラック レーベル：HARBOR RECORDS 2007年10月31日 ASIN:B000YDBV80

### オムニバスCD
- I LOVE 恋空 from 魔法のiらんど レーベル：avex trax 2008年1月30日 ASIN:B000ZZFZKU

### フォトブック
- 恋空オフィシャルフォトドブック -新垣結衣as美嘉- 出版社：東京ニュース通信社 2007年10月19日 ISBN 978-4-924566-85-9

## テレビドラマ
TBS系列で2008年8月2日から9月13日まで毎週土曜日19:56 - 20:54（JST）に放送された日本のテレビドラマ。全6話。
TBS土曜8時枠の連続ドラマの第2作であり、制作は映画版と同様にTBSが担当した。また、映画版スタッフからは監督の今井夏木、脚本の渡邉睦月などがドラマ版でも引き続き制作に携わった。
全編通して視聴率2桁台を記録した前番組『ROOKIES』に対し、本番組では視聴率は初回から最終回まで1桁台が続いた。
劇中で自転車を二人乗りするシーンが放映されるのに伴い、視聴者への注意喚起を訴えるテロップが表示された。

### キャスト
- 田原美嘉 - 水沢エレナ
- 桜井弘樹 - 瀬戸康史
- 福原優 - 阿部力
- 亜矢 - 葵
- ノゾム - 三浦翔平
- 咲 - 波瑠
- 加藤タツヤ - 永山絢斗
- 田原さおり - 菊池亜希子
- ユカ - 佐武宇綺
- ハナ - 小林さり
- マナミ - 宮澤佐江（AKB48）
- 担任・美園 - 中村果生莉
- 桜井博一 - 宇梶剛士
- 桜井明美 - 奥貫薫
- 桜井ミナコ - 松下奈緒
- 田原安江 - 羽田美智子
- 田原勝治 - 岸谷五朗

### スタッフ
- チーフプロデューサー - 三城真一、森川真行
- プロデューサー - 加藤章一
- 協力プロデューサー - 那須田淳
- 脚本 - 渡邉睦月
- 演出 - 今井夏木、松田礼人
- 音楽 - 河野伸
- 選曲 - 御園雅也
- 制作協力 - ファインエンターテイメント
- 製作 - ドリマックス・テレビジョン・TBS

### 楽曲
- 主題歌：福井舞「アイのうた」

着うたで50万ダウンロード、オリコンチャートでも3カ月近くチャートした。

### 放送日程
| 各話                                                      | 放送日        | サブタイトル                                                              | 演出     | 視聴率 |
| --------------------------------------------------------- | ------------- | ------------------------------------------------------------------------- | -------- | ------ |
| 第1話                                                     | 2008年8月2日  | 2500万人が涙した真実のラブストーリー! 切ない純愛…感動の名作ついにドラマ化 | 今井夏木 | 5.6%   |
| 第2話                                                     | 2008年8月9日  | ずっと好きだったよ… せつない初恋に衝撃のゆくえ～涙の急展開                | 今井夏木 | 5.9%   |
| 第3話                                                     | 2008年8月23日 | ぜったい幸せにするから! 許されない結婚と父の涙… ヒロを襲う驚愕の真実      | 松田礼人 | 6.7%   |
| 第4話                                                     | 2008年8月30日 | もう、おまえの涙ふいてやれないから! ヒロ悲しみの決意                      | 松田礼人 | 6.3%   |
| 第5話                                                     | 2008年9月6日  | ずっと好きだったよ! 二人だけの結婚式…涙の最終章前編                       | 今井夏木 | 7.6%   |
| 最終話                                                    | 2008年9月13日 | 私は今でも空に恋をしています… 号泣の最終章終幕衝撃の結末!                 | 今井夏木 | 6.3%   |
| 平均視聴率 6.4%（視聴率は関東地区・ビデオリサーチ社調べ） |               |                                                                           |          |        |

8月15日は北京オリンピック中継のため休止。

### 原作・映画版との違い
原作・映画版ではその後が描かれなかった美嘉とヒロの第2子が誕生していること、タツヤが経済的な理由（酒屋を経営している父親が病気で入院した）からもともと高校を中退するつもりであったことが描写されている。

#### 原作との違い
- 原作にある性的描写はカットされ、もしくはごくソフトなものに変更された。
- 美嘉役を演じる水沢エレナは身長168cmで小柄とはいえず、この設定は無視されている。また、咲役の波瑠は身長164cmであり、美嘉の方が背が高く、美嘉同様設定は無視されている。

#### 映画版との違い
現実には不自然であることから、映画では咲に押されて階段から転落して流産するように脚色されていた美嘉の流産が、原作同様咲に強く押されて転び流産するという流れになっている。
| TBS系列 土曜8時枠の連続ドラマ       | TBS系列 土曜8時枠の連続ドラマ   | TBS系列 土曜8時枠の連続ドラマ                      |
| 前番組                              | 番組名                          | 次番組                                             |
| ----------------------------------- | ------------------------------- | -------------------------------------------------- |
| ROOKIES （2008年4月19日 - 7月26日） | 恋空 （2008年8月2日 - 9月13日） | ブラッディ・マンデイ （2008年10月11日 - 12月20日） |

## 朗読劇
2024年6月7日から9日にかけて、シアター1010を会場に公演された。

### キャスト
- 美嘉 - 大原優乃（6月7日公演）、松井愛莉（6月8日公演）、石井杏奈（6月9日公演）
- ヒロ - 砂田将宏（BALLISTIK BOYZ）（6月7日公演）、前田拳太郎（6月8日公演）、安井謙太郎（7ORDER）（6月9日公演）

### スタッフ
- 演出 - 岡本貴也
- 脚本 - 竜仲スグル・岡本貴也
- 音楽 - 鎌田雅人
- ピアニスト - 溝渕奏
- 制作 - Office ENDLESS